# Akgedik-Talsperre
Die Akgedik-Talsperre (türkisch Akgedik Barajı) befindet sich 3 km nordöstlich von Milas in der südwesttürkischen Provinz Muğla am Flusslauf des Sarıçay.
Die Akgedik-Talsperre wurde in den Jahren 1995–2009 als Steinschüttdamm mit Lehmkern erbaut.
Sie wird von der staatlichen Wasserbehörde DSİ betrieben und dient der Bewässerung.
Der Staudamm hat eine Höhe von 48 m und besitzt ein Volumen von 1.468.000 m³. Der zugehörige Stausee bedeckt eine Fläche von 1,45 km² und besitzt ein Speichervolumen von 31 Mio. m³. 
Die Talsperre ist für die Bewässerung einer Fläche von 2091 ha ausgelegt.
Flussaufwärts am Sarıçay befindet sich die Geyik-Talsperre. 